# Montsauche-les-Settons
Montsauche-les-Settons (Monsouèsse en bourguignon-morvandiau) est une commune française située dans le département de la Nièvre, en région Bourgogne-Franche-Comté.

## Géographie

La commune de Montsauche-les Settons se situe au centre de la Bourgogne-Franche-Comté dans le massif du Morvan, au cœur de sa zone naturelle la plus préservée : le parc naturel régional du Morvan.
Chef-lieu de canton dans le nord-est du département de la Nièvre, Montsauche-les Settons est en pleine zone rurale, la commune se compose d’un bourg, de la moitié du lac des Settons et de quelques hameaux dispersés.
Le bourg, situé à 3 km du lac, regroupe tous les commerces et services de proximité nécessaires. Le lac est quant à lui essentiellement tourné vers le tourisme. Les hameaux vivent principalement de l’élevage bovin et de la culture des sapins de Noël.
Les écarts et lieux-dits existants ou ayant existé sont :
| - Abattis ou les Habattées - Argoulois ou Argoulais (1512) - les Avonnières ou les Avoignières - Bois-Bouché - Bois Grands Champs - le Bois l'Abbesse - Bonnin ou Bonin - Bouquin (moulin détruit) - la Brosse - Champ du Pont - Champgazon ou Champ-Gazon - les Champigneux - la Croix des Chazelles - Creux de Fonteny ou Crots de Fonteny - le Détrapis (les Détrapés) ou les Trapis - la Faye ou la Faix (1618) - les Branlasses |  |  | - Gadreys - les Grands-Bois - le Gué - la Guette ou la Gaitte (1407) - l'Huis Gaumont - l'Huis Grillot (hameau détruit) - Mallerin - Montélesme - Montgirault - Moulin de Nataloup(x) - Nataloup(x) ou Nathaloup (1605) - Outre Cure ou Oultre-Cure (1607) - Palmarou(x) ou Pallemarou (1638) - Pré Gaumont - Roche - Rue de la Garenne (ruisseau) - la Verrerie |

### Climat
Pour des articles plus généraux, voir Climat de la Bourgogne-Franche-Comté et Climat de la Nièvre.
En 2010, le climat de la commune est de type climat de montagne, selon une étude du Centre national de la recherche scientifique s'appuyant sur une série de données couvrant la période 1971-2000. En 2020, Météo-France publie une typologie des climats de la France métropolitaine dans laquelle la commune est exposée à un climat océanique altéré et est dans la région climatique  Lorraine, plateau de Langres, Morvan, caractérisée par un hiver rude (1,5 °C), des vents modérés et des brouillards fréquents en automne et hiver. 
Pour la période 1971-2000, la température annuelle moyenne est de 9,6 °C, avec une amplitude thermique annuelle de 16,1 °C. Le cumul annuel moyen de précipitations est de 1 273 mm, avec 14,7 jours de précipitations en janvier et 9,8 jours en juillet. Pour la période 1991-2020, la température moyenne annuelle observée sur la station météorologique de Météo-France la plus proche, « Dun_sapc », sur la commune de Dun-les-Places à 8 km à vol d'oiseau, est de 10,4 °C et le cumul annuel moyen de précipitations est de 1 181,7 mm. 
La température maximale relevée sur cette station est de 37,6 °C, atteinte le 24 juillet 2019 ; la température minimale est de −15,3 °C, atteinte le 7 février 2012,,. 
Les paramètres climatiques de la commune ont été estimés pour le milieu du siècle (2041-2070) selon différents scénarios d'émission de gaz à effet de serre à partir des nouvelles projections climatiques de référence DRIAS-2020. Ils sont consultables sur un site dédié publié par Météo-France en novembre 2022.

## Urbanisme

### Typologie
Au 1er janvier 2024, Montsauche-les-Settons est catégorisée commune rurale à habitat très dispersé, selon la nouvelle grille communale de densité à sept niveaux définie par l'Insee en 2022.
Elle est située hors unité urbaine et hors attraction des villes,.

### Occupation des sols
L'occupation des sols de la commune, telle qu'elle ressort de la base de données européenne d’occupation biophysique des sols Corine Land Cover (CLC), est marquée par l'importance des forêts et milieux semi-naturels (51 % en 2018), une proportion sensiblement équivalente à celle de 1990 (51,1 %). La répartition détaillée en 2018 est la suivante : forêts (51 %), prairies (37,4 %), zones agricoles hétérogènes (6,4 %), eaux continentales (3,8 %), zones urbanisées (1,4 %). L'évolution de l’occupation des sols de la commune et de ses infrastructures peut être observée sur les différentes représentations cartographiques du territoire : la carte de Cassini (XVIIIe siècle), la carte d'état-major (1820-1866) et les cartes ou photos aériennes de l'IGN pour la période actuelle (1950 à aujourd'hui).

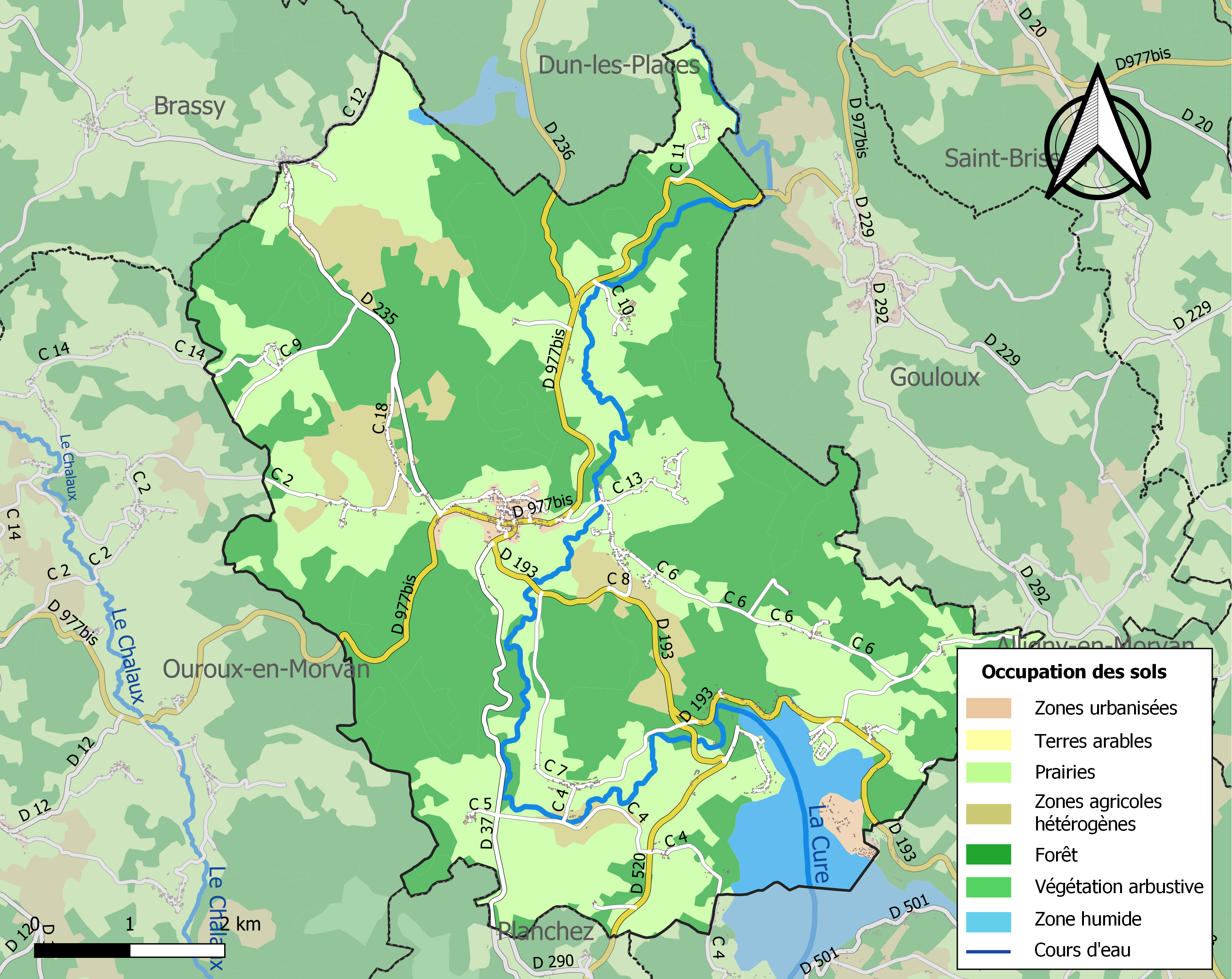
Carte des infrastructures et de l'occupation des sols de la commune en 2018 (CLC).

## Histoire
- Dénommé Montsauches dès 1285, le fief de Saulce dépendait du comté de Château-Chinon. Bailliage Saint-Pierre-le-Moûtier. Quant à la paroisse  Saint-Barthélémy, elle dépendait de l'abbaye de Saulieu. À l'origine, elle était partagée en deux collectes dont l'une dépendait de l'élection de Château-Chinon et l'autre de l'élection de Nevers (généralité de Moulin). Elles furent réunies en 1776 en une seule à l'élection de Château-Chinon.

- En 1834, le bourg compte 30 maisons, dont 25 sont couvertes de chaume, les autres de tuiles ou bardeaux ; une seule a un étage[13].

- Le village est en grande partie détruit le 25 juin 1944 par les troupes allemandes qui se retiraient, puis reconstruit. Durant cette terrible tragédie, la collection communale des registres paroissiaux (détenue en mairie depuis la Révolution française) disparaît en fumée. 40 ans plus tard, le 25 juin 1984, le président de la République François Mitterrand rend hommage au village meurtri, en dévoilant une plaque commémorative.

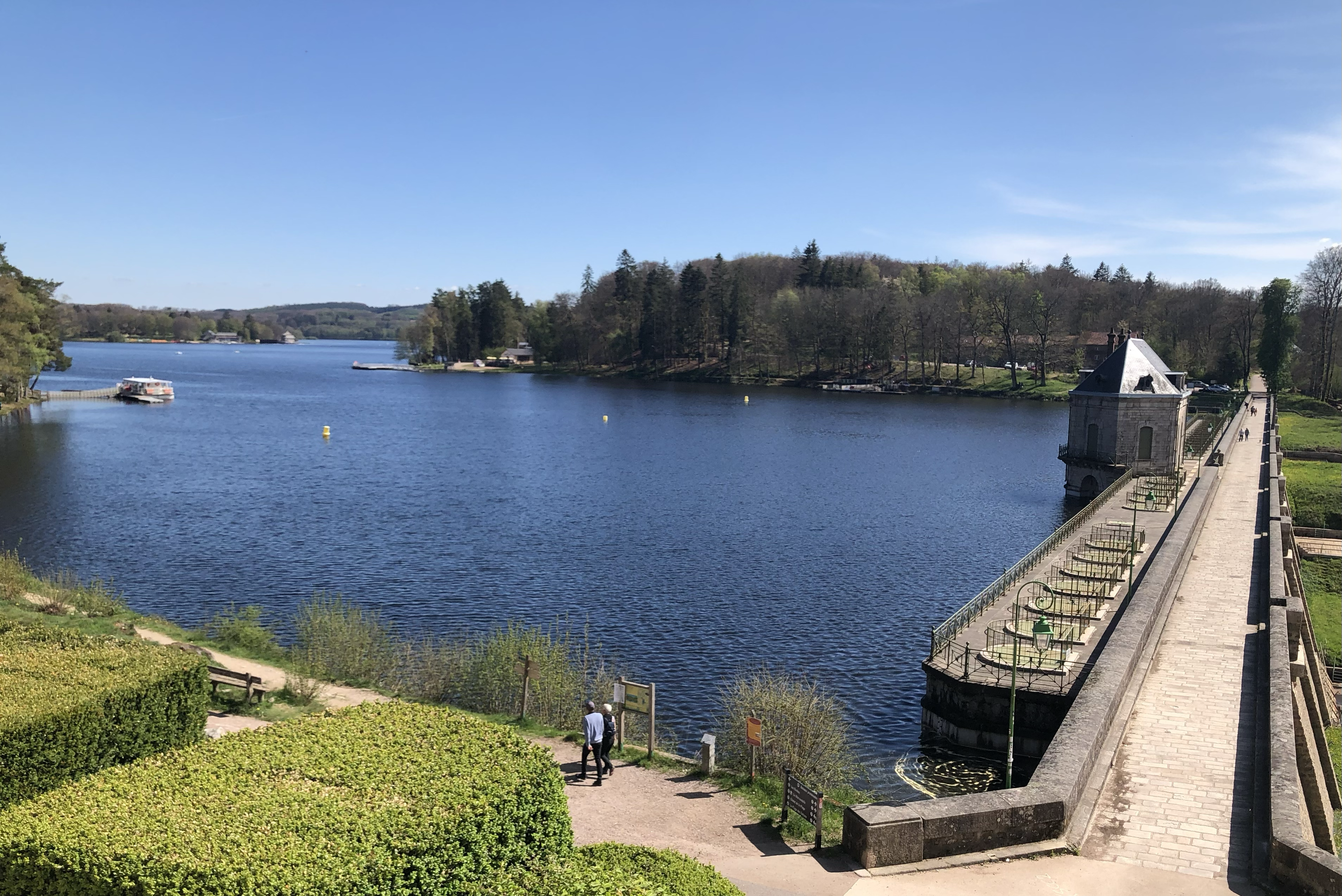
Le lac des Settons et son barrage.

### Héraldique
| Blason | Blasonnement : « D'or au sanglier courant de sable, défendu et allumé de gueules, sur un mont de sinople. » |

### Le Tacot du Morvan
Au début du XXe siècle, la commune était desservie par une des lignes du Tacot du Morvan : le chemin de fer de Corbigny à Saulieu.
La commune possédait deux gares : une dans le bourg de Montsauche et une près du lac des Settons.
Le trafic voyageurs fut stoppé le 15 mars 1939.

## Politique et administration
| Période                                  | Période  | Identité        | Étiquette | Qualité |
| ---------------------------------------- | -------- | --------------- | --------- | --- |
| 1875                                     | 1914     | Charles Monot   |           | Médecin |
| ?                                        | ?        | Jules Bigot     | PCF       | Commis des PTT - Ancien maire de Clamecy Conseiller général du canton de Montsauche-les-Settons (1945-1949) |
| ?                                        | ?        | Paul Philippot  |           | Boucher |
| ?                                        | ?        | Lucien Perichon |           | Agriculteur                                                                                                 |
| 1971                                     | 1983     | Marcel Roblin   | PS        | Pharmacien                                                                                                  |
| 1983                                     | 2014     | Lionel Thénault | UMP       | Médecin - Conseiller général (1985-1992)                                                                    |
| 2014                                     | En cours | Marie Leclercq  |           | Retraitee                                                                                                   |
| Les données manquantes sont à compléter. |          |                 |           | |

## Démographie
L'évolution du nombre d'habitants est connue à travers les recensements de la population effectués dans la commune depuis 1793. Pour les communes de moins de 10 000 habitants, une enquête de recensement portant sur toute la population est réalisée tous les cinq ans, les populations de référence des années intermédiaires étant quant à elles estimées par interpolation ou extrapolation. Pour la commune, le premier recensement exhaustif entrant dans le cadre du nouveau dispositif a été réalisé en 2008.

En 2022, la commune comptait 497 habitants, en évolution de −6,4 % par rapport à 2016 (Nièvre : −3,28 %, France hors Mayotte : +2,11 %).
| 1793  | 1800  | 1806  | 1821  | 1831  | 1836  | 1841  | 1846  | 1851  |
| ----- | ----- | ----- | ----- | ----- | ----- | ----- | ----- | ----- |
| 1 204 | 1 168 | 1 148 | 1 219 | 1 425 | 1 515 | 1 701 | 1 744 | 1 836 |

| 1856  | 1861  | 1866  | 1872  | 1876  | 1881  | 1886  | 1891  | 1896  |
| ----- | ----- | ----- | ----- | ----- | ----- | ----- | ----- | ----- |
| 1 727 | 1 550 | 1 580 | 1 588 | 1 614 | 1 565 | 1 542 | 1 537 | 1 463 |

| 1901  | 1906  | 1911  | 1921  | 1926  | 1931  | 1936  | 1946 | 1954 |
| ----- | ----- | ----- | ----- | ----- | ----- | ----- | ---- | ---- |
| 1 582 | 1 507 | 1 470 | 1 297 | 1 209 | 1 116 | 1 074 | 942  | 947  |

| 1962 | 1968 | 1975 | 1982 | 1990 | 1999 | 2006 | 2008 | 2013 |
| ---- | ---- | ---- | ---- | ---- | ---- | ---- | ---- | ---- |
| 917  | 855  | 849  | 746  | 714  | 610  | 559  | 544  | 538  |

| 2018 | 2022 | - | - | - | - | - | - | - |
| ---- | ---- | - | - | - | - | - | - | - |
| 512  | 497  | - | - | - | - | - | - | - |

## Événement culturel
Le 21 mai 1978, Montsauche-les-Settons a accueilli la toute première fête de la Vielle en Morvan organisée par « Lai Pouèlée », l'Association pour l’Expression Populaire en Morvan. Quatre cents spectateurs et une trentaine de musiciens y étaient présents. Depuis 1982, cette fête a lieu chaque année au mois d'août à Anost (Saône-et-Loire).

## Économie
Le tourisme fait partie de l'activité commerciale de la commune grâce au lac des Settons.

## Lieux et monuments
- Château de Nataloup, du XVIe siècle.
- Barrage du lac des Settons construit en 1858 pour retenir la Cure et permettre des « lâchers d'eau » et donc le flottage du bois vers Paris.

## Personnalités liées à la commune
- Jean-Martin Charcot (1825-1893), clinicien, neurologue et professeur d'anatomie pathologique, décédé dans la commune.
- Charles Monot (1830-1914), docteur en médecine, maire de Montsauche, chevalier de la Légion d'honneur. Il fit construire l'hôtel de ville (1884)[18].
- Lucien Charrault, historien du Nivernais, curé de Montsauche de 1929 à 1944, auteur de Dans l'Ombre du Morvan : le canton de Montsauche (1933).
- François Mitterrand (1916-1996), président de la République française de 1981 à 1995, fut élu en 1949 conseiller général du canton de Montsauche, et réélu en 1955, 1961, 1967, 1973 et 1979.
- Georges Delarue (né en 1926 à Montsauche), folkloriste ; il a publié les Chansons populaires du Nivernais et du Morvan (7 volumes).